# Løten
Løten è un comune norvegese della contea di Innlandet.

## Storia
Il nome Løten deriva da un'antica fattoria (norreno: Lautvin) che oggi viene identificata con Prestgarden, dove fu costruita la prima chiesa del paese. Il nome lautvin è composto da laut (conca) e vin (pascolo). Dal 1500 fino al 1838 il nome veniva scritto com Leuten o Leuthen. Fino al 1918 si scriveva come Løiten.

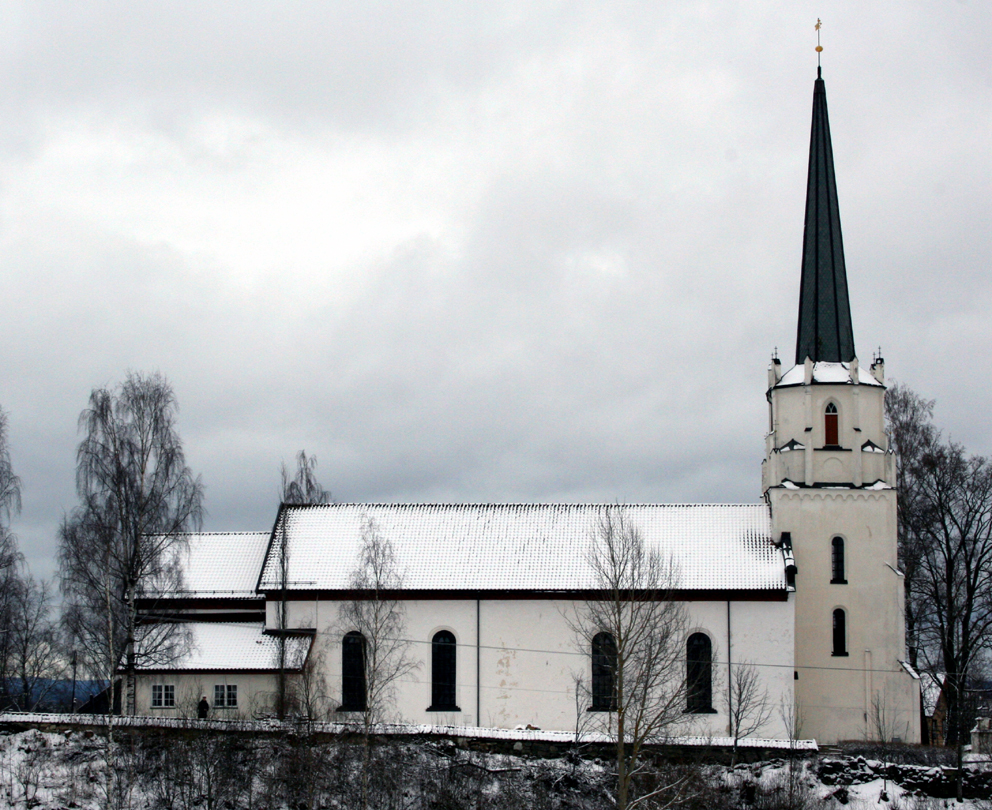
La chiesa di Løten (Løten kirke), costruita nel 1200

L'antico centro di Løten si formò intorno alla chiesa a partire dal XIII secolo. Nel XVI secolo re Cristiano IV di Danimarca proibì l'importazione di birra dalla Germania, e Løten e altre zone della contea divennero famose per le proprie distillerie. Tra queste, ancora oggi, vi è la Løiten Brænderi. 
A causa dell'importanza delle distillerie, Løten ha dal 1984 adottato uno stemma con un corno potorio.